# HEV излучение
HEV-излучение (голубой свет, High-energy visible light или HEV) — высокочастотный высокоэнергетический свет видимого спектра в диапазоне от 400 до 500 нм. Видимый свет имеет диапазон длин волн от 400 до 760 нм, ультрафиолетовое излучение (UVA, UVB) имеет более короткие длины волн (от 290 до 400 нм), а инфракрасное излучение — более длинные (от 760 нм до 1 мм).